# تشاك برادلي (لاعب كرة قدم أمريكية)
تشاك برادلي (بالإنجليزية: Chuck Bradley)‏ هو لاعب كرة قدم أمريكية أمريكي، ولد في 13 أكتوبر 1950 في هينديل في الولايات المتحدة.

## وصلات خارجية
- تشاك برادلي على موقع مرجع كرة القدم المحترفة.كوم (الإنجليزية)
- تشاك برادلي على موقع JustSportsStats.com (الإنجليزية)